# Amédée Thierry

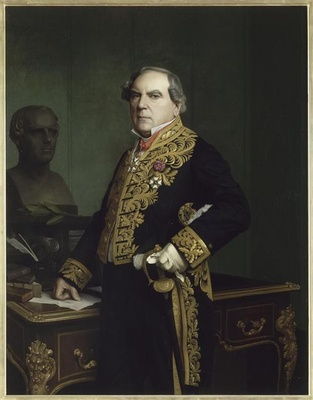
Amédée Thierry, porträtterad av Jean-Léon Gérôme.

Amédée Simon Dominique Thierry, född den 2 augusti 1797 i Blois, död den 27 mars 1873 i Paris, var en fransk historieskrivare. Han var bror till Augustin Thierry och far till Gilbert Augustin Thierry.
Thierry vann rykte genom sina lärda uppsatser i åtskilliga tidskrifter och första delen av sitt stora verk Histoire des gaulois jusqu'à la domination romaine (3 band, 1828-45; flera upplagor) och utnämndes med anledning därav till professor i historia vid högskolan i Besançon (1828). Men de liberala åsikter, som han vid den tiden hyllade, förmådde snart regeringen att skilja honom från denna befattning. Han återvände då till Paris och fortsatte sina historiska arbeten, till dess han efter julirevolutionen sändes som prefekt till Vesoul (departementet Haute-Saône), vilket ämbete beredde honom tillfälle att ådagalägga ovanlig administrativ förmåga (1830-38). Till följd härav återkallades han till Paris för att tjänstgöra som maître des requêtes i conseil d'état, en befattning, som han skötte även under kejsardömet till 1860, då han blev senator. Emellertid upphörde han inte att ägna sig åt vetenskapliga forskningar. I fråga om historieskrivning tillämpade han strängt de av brodern förfäktade åsikterna, men han ägde inte dennes överlägsenhet i stilistiskt avseende. Utöver hans ovan nämnda huvudarbete kan nämnas Histoire de la Gaule sous l'administration romaine (3 band, 1840-42), Histoire d'Attila, de ses fils et de ses successeurs jusqu'à l'établissement des hongrois en Europe (1856), Saint Jérôme, la société chrétienne à Rome et l'emigration romaine en Terre-Sainte (1867) och Saint Jean Chrysostome et l'impératrice Eudoxie, la société chrétienne en Orient (1872). Från 1841 var Thierry ledamot av Institutet.